# Méliphage à oreillons bleus
Vous lisez un « article de qualité » labellisé en 2012.
Entomyzon cyanotis
Genre
Espèce
Statut de conservation UICN

 LC  : Préoccupation mineure
Le Méliphage à oreillons bleus (Entomyzon cyanotis), unique représentant du genre Entomyzon, est une espèce de passereaux de la famille des Meliphagidae. Avec 29,5 cm de long en moyenne, il est plutôt grand pour un méliphage. Il a un plumage caractéristique, avec des parties supérieures olive, des parties inférieures blanches, une tête et une gorge noires. Il possède une marque blanche sur l'arrière de la tête et un trait malaire également blanc à la base de son bec. Il est facilement reconnaissable par les taches bleues de peau déplumée qu'il a sur les joues lorsqu'il est adulte. Chez le jeune, cette marque est jaune. Les mâles et les femelles sont d'apparence semblable.
Le Méliphage à oreillons bleus vit sur les côtes nord et est de l'Australie ainsi qu'en Nouvelle-Guinée. On le rencontre dans les bois ouverts, les parcs, les jardins. Il est sédentaire dans une partie de son aire de répartition, et nomade par endroits, mais les déplacements de l'espèce n'ont jamais été étudiés avec précision. Son alimentation se compose essentiellement d'invertébrés, et est complémentée par des fruits et du nectar. Le Méliphage à oreillons bleus utilise souvent d'anciens nids de pomatostomes qu'il rénove et où la femelle pond et couve deux ou trois œufs.
On distingue trois sous-espèces. Seul représentant de son genre, il est fortement apparenté aux méliphages du genre Melithreptus. Il est considéré comme de « préoccupation mineure » par l'Union internationale pour la conservation de la nature.

## Description

### Plumage et mensurations

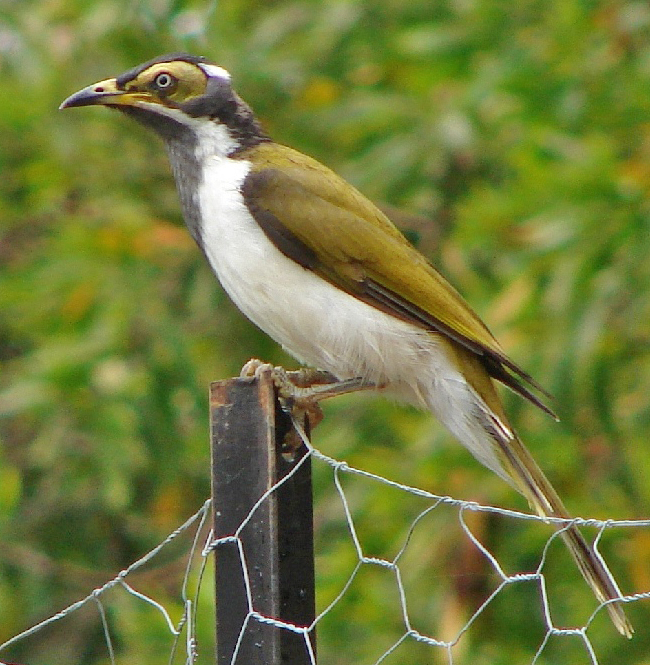
Jeune de la sous-espèce cyanotis, près d'Eumundi, dans le Queensland.

Le Méliphage à oreillons bleus est un grand méliphage mesurant entre 26 et 32 cm de long, avec une moyenne de 29,5 cm. L'adulte a une envergure moyenne de 44 cm pour un poids de 105 g. Il a de larges ailes aux extrémité arrondies, et une queue carrée, de taille moyenne. Le bec est robuste et légèrement incurvé vers le bas ; il mesure entre 3 et 3,5 cm. L'espèce est facilement identifiable grâce à la partie de peau nue bleue qui borde ses yeux. La tête et la gorge sont principalement noirâtres avec un trait blanc autour de la nuque et un autre au niveau des mandibules. Les parties supérieures sont d'une couleur olive dorée, et les bords des plumes primaires et secondaires sont d'un brun-olive plus foncé, tandis que les parties inférieures sont blanches. Les jeunes qui viennent juste de quitter le nid ont la tête, le menton et la partie centrale de la poitrine gris, des parties supérieures brunes et des parties inférieures blanches. Après leur mue, ils ressemblent plus à l'adulte et ont un plumage similaire, mais s'en distinguent encore par leur marque au niveau des yeux. La peau nue visible au niveau des yeux est jaune chez le jeune, avec parfois de légères marques bleues du côté des yeux. Chez un oiseau de six mois et plus, elle est plus verdâtre, et tourne clairement au bleu vers les yeux, avant qu'elle ne devienne complètement bleue à partir de l'âge de seize mois. Le Méliphage à oreillons bleus mue à partir des mois d'octobre à novembre, en commençant par les rémiges primaires, qu'il finit de remplacer en février. Il change ensuite les plumes de son corps entre décembre et juin, et celles de sa queue entre décembre et juillet.

### Espèces similaires
Le Méliphage à oreillons bleus est un oiseau facile à identifier, dont la coloration diffère distinctement des teintes plus ternes des oiseaux des genres Philemon, Manorina et Anthochaera, et il est nettement plus grand que les autres méliphages du genre Melithreptus au plumage similaire. La sous-espèce albipennis, avec sa marque blanche sur les ailes, rappelle au vol les Cracticus.

## Écologie et comportement

### Comportement social

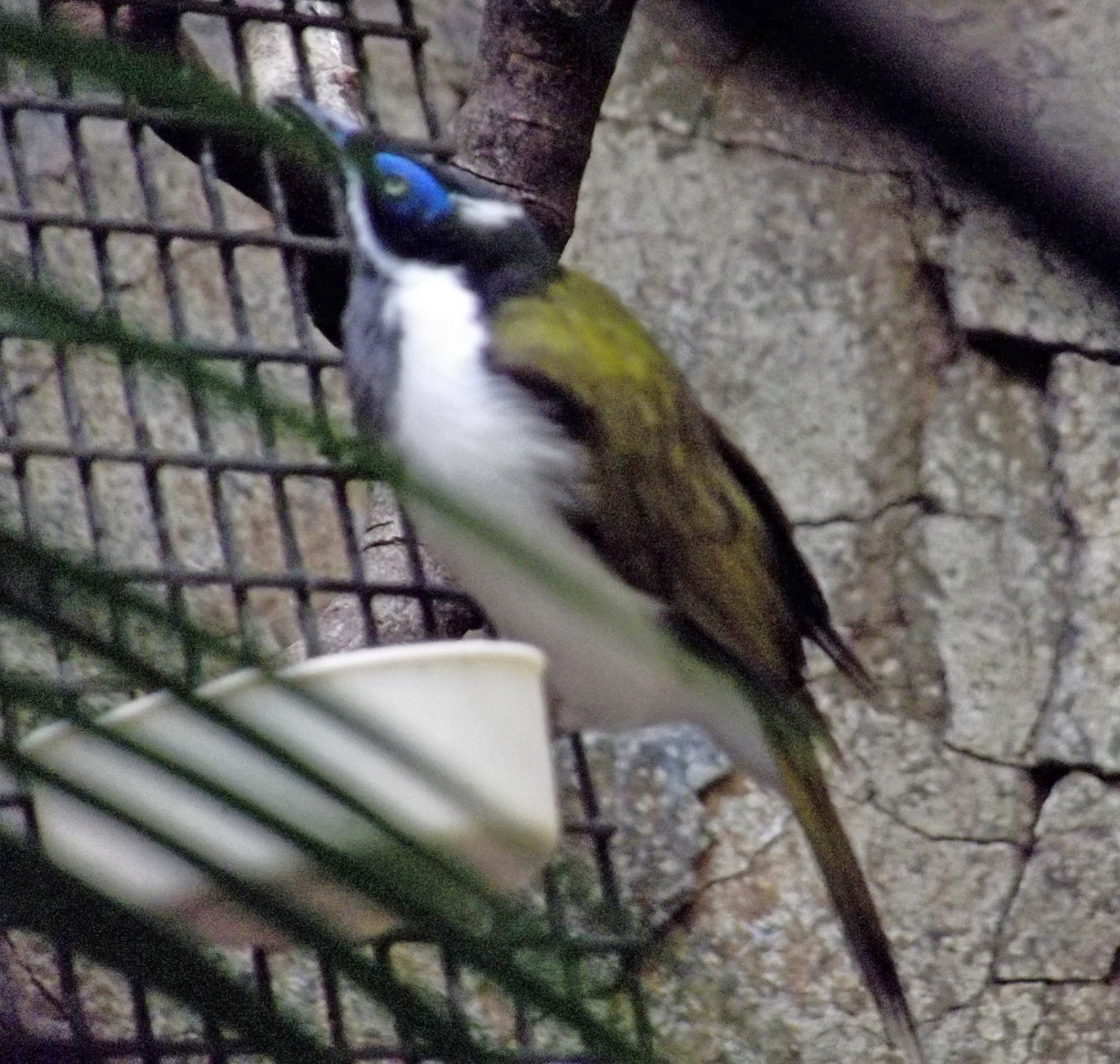
Méliphage à oreillons bleus au zoo d'Édimbourg.

Le comportement social du Méliphage à oreillons bleus est mal connu. Le genre est généralement observé en couples, en petits groupes familiaux ou en petits groupes d'oiseaux. Il est parfois associé au sein de ces petits groupes à d'autres oiseaux comme le Méliphage à cou jaune (Manorina flavigula). Les oiseaux se rassemblent pour décourager certains prédateurs comme les autours (Accipiter), la Ninoxe rousse (Ninox rufa) et le Coucou du Pacifique (Eudynamys orientalis). Des cas de coopération pour élever les jeunes ont été observés, certains couples bénéficiant du concours d'un ou plusieurs oiseaux pour les aider à s'occuper des petits. Les parents s'attaquent aux intrus qui se rapprochent trop du nid, comme les chiens, les chouettes, les iguanes ou même le Bihoreau cannelle (Nycticorax caledonicus), en leur plongeant dessus. Une étude publiée en 2004 sur les parcelles de forêts encore présentes dans le centre du Queensland, une région qui a été très largement défrichée pour l'agriculture, a montré une faible diversité en espèces d'oiseaux dans les zones peuplées par le Méliphage à oreillons bleus et le Méliphage bruyant (Manorina melanocephala). Ce phénomène est encore plus marqué dans les petits bois. L'étude a conclu que pour préserver la biodiversité dans les forêts abritant ces deux espèces très agressives, il faut que ces forêts s'étendent sur plus de 20 ha.
Les Méliphages à oreillons bleus sont des oiseaux sociaux, et ils peuvent être très bruyants quand ils se regroupent. Quand ils se nourrissent en groupe, les oiseaux semblent rester en communication entre eux grâce à leur gazouillis. À Mackay, il arrive qu'un oiseau s'envole à 10 ou 20 m au-dessus des arbres et appelle ses congénères, qui vont le suivre et se mettre à tourner au-dessus de la forêt, dans ce qui semble être un jeu. Un oiseau a été observé imitant et jouant avec un jeune Cassican flûteur (Cracticus tibicen) à Proserpine, dans le Queensland. Le Méliphage à oreillons bleus aime se baigner et des groupes de 15 à 20 oiseaux plongeant dans un étang les uns après les autres ont été observés, attendant leur tour, perchés sur les branches des arbres environnants.

### Cri
Le Méliphage à oreillons bleus émet une grande variété de cris, dont un chant rappelant le son d'un pipeau qu'il entonne environ une demi-heure avant l'aube, et qui pourrait être décrit comme ki-owt, woik, queet, peet, ou weet. La journée, il émet un grincement alors qu'il vole, et un cri strident lorsqu'il est en groupe. Ses cris rappellent ceux du Méliphage à cou jaune (Manorina flavigula), mais sont plus profonds. Le Méliphage à oreillons bleus émet un doux gazouillis lorsqu'il est à proximité du nid ou avec sa famille.

### Parasites
Le parasite Anonchotaenia globata (une espèce présente dans le monde entier et qui n'avait pas encore été répertoriée en Australie) a été isolé sur un Méliphage à oreillons bleus du nord du Queensland en 1916. Le nématode Cyrnea (Procyrnea) spiralis de la super-famille des Habronematoidea a également été répertorié chez l'espèce ainsi que sur d'autres méliphages. L'acarien Ptilonyssus philemoni a été observé chez le Méliphage à oreillons bleus et le Polochion criard (Philemon corniculatus).

### Alimentation

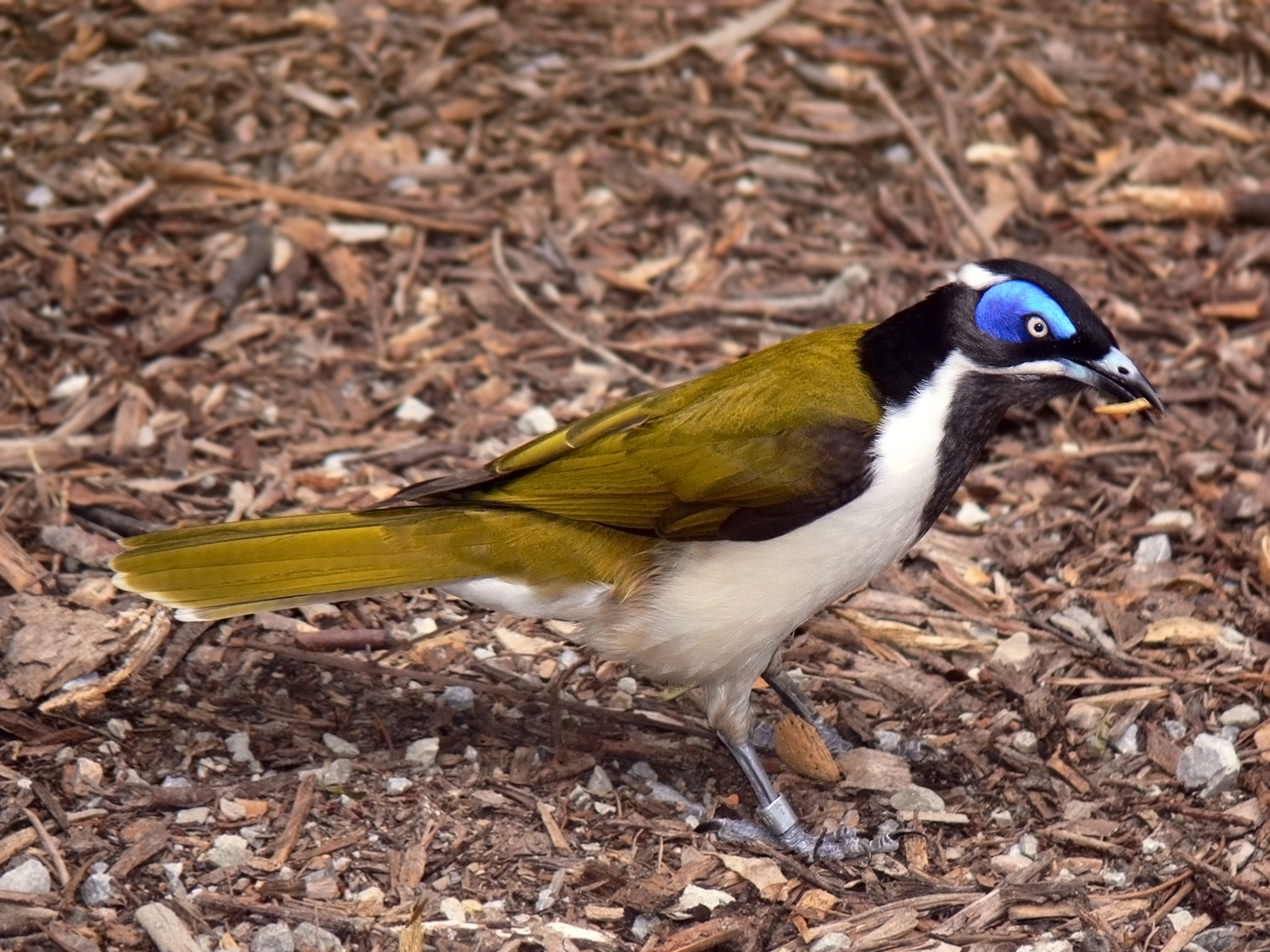
La sous-espèce cyanotis en train de s'alimenter, dans le sud-est de l'Australie.

Le Méliphage à oreillons bleus se nourrit généralement sur les branches et dans le feuillage des arbres, en petits groupes pouvant compter sept individus. Occasionnellement, de plus grands rassemblements pouvant compter jusqu'à 30 oiseaux sont observés et l'espèce est rencontrée dans des groupes comprenant d'autres espèces comme le Polochion à menton jaune (Philemon citreogularis). Leur régime est principalement insectivore, et comprend des blattes, des termites, des sauterelles, des Psyllidae, des Coccidae, des Pentatomidae, des mouches, des mites, des abeilles, des fourmis, des araignées ainsi que divers coléoptères. Parmi ces derniers, sont dénotés ceux de la sous-famille des Melolonthinae, des taupins (genre Demetrida), les espèces des genres Chalcopteroides et Homotrysis, des chrysomèles (genre Paropsis), des coccinelles du genre Scymnus, des charançons tel que Platypus australis, ou encore les membres des genres Mandalotus, Polyphrades et Prypnus. Des oiseaux ont été observés s'attaquant à de petits lézards. Les proies sont généralement attrapées en vol, bien qu'il arrive à ces oiseaux de sonder le sol pour glaner leurs aliments. Dans le parc national de Kakadu, les oiseaux préfèrent collecter leurs proies entre les bases des feuilles de Pandanus spiralis.
Ces méliphages complètent leur alimentation avec des produits végétaux comme du pollen, des baies et du nectar, issus de certaines espèces d'arbres comme les Xanthorrhoea et Eucalyptus phoenicea, et de cultures comme la banane ou la vigne. En général, les oiseaux préfèrent les fleurs en forme de coupes comme celles de l'Eucalyptus à chair laineuse (Eucalyptus miniata), de l'Eucalyptus à écorce filandreuse (E. tetrodonta) et de Corymbia polycarpa. Viennent ensuite dans l'ordre de préférence celles qui forment des inflorescences en forme de brosse comme les Banksia ou les Melaleuca, et enfin les inflorescences en grappes comme chez les Grevillea, moins souvent visitées.
Très curieux et peu craintif, cet oiseau envahit régulièrement les campings à la recherche d'aliments consommables, comme des fruits, des insectes et des restes de confiture, lait ou miel. Les parents nourrissent leurs petits avec des insectes, des fruits et du nectar.

### Reproduction
Le Méliphage à oreillons bleus se reproduit dans l'ensemble de son aire de répartition. La période de reproduction s'étend de juin à janvier, une ou deux couvées étant élevées durant cette période. Le nid est en forme de bol. Il est assez désordonné et construit à partir de petits bâtons et de morceaux d'écorce, à la bifurcation de deux branches d'arbres, dans une fougère corne de cerf ou nid d'oiseau ou dans un Xanthorrhoea. Les palmiers Pandanus sont appréciés pour accueillir le nid à Mackay. Les oiseaux rénovent souvent de vieux nids bâtis par d'autres espèces comme le Pomatostome à calotte grise (Pomatostomus temporalis), le Pomatostome à calotte marron (P. ruficeps), d'autres méliphages comme le Polochion criard (Philemon corniculatus), le Polochion à menton jaune (Philemon citreogularis) et le Polochion couronné (P. argenticeps), le Méliphage bruyant (Manorina melanocephala) et le Méliphage barbe-rouge (Anthochaera carunculata), ou encore le Cassican flûteur (Gymnorhina tibicen), les espèces du genre Cracticus, et même la Gralline pie (Grallina cyanoleuca). À Coen, un vieux nid de timaliidés construit dans un Melaleuca à partir de bouts d'écorce d'eucalyptus, a été repris par un Méliphage à oreillons bleus et rénové avec des morceaux de Melaleuca. La femelle pond deux ou plus rarement trois œufs de 22 à 32 mm, de couleur rosée avec des taches brun-rouge ou violettes. La femelle couve seule, pendant 16 à 17 jours.
Comme les autres passereaux, les oisillons sont nidicoles. Ils naissent aveugles et couverts de touffes éparses d'un duvet brun sur leur dos, leurs épaules et une partie de leurs ailes. Au bout de quatre jours ils ouvrent les yeux, et leurs véritables plumes apparaissent à partir du sixième jour. Les deux parents participent à l'alimentation des jeunes, et sont parfois aidés par d'autres adultes. Le Coucou du Pacifique (Eudynamys orientalis) et le Coucou pâle (Cuculus pallidus) parasitent les couvées du Méliphage à oreillons bleus, et le Martin-chasseur géant (Dacelo novaeguineae) s'attaque aux petits.
La longévité la plus importante a été observée chez un oiseau marqué en mai 1990 à Kingaroy, dans le centre du Queensland, et retrouvé mort sur la route alors 8 ans et 3 mois plus tard en septembre 1998, à environ 2 km de son point de capture initial.

## Répartition et habitat

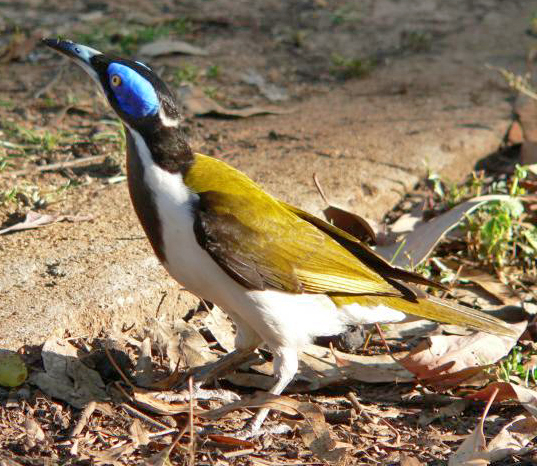
Sous-espèce albipennis, Katherine, Territoire du Nord.

La répartition géographique du Méliphage à oreillons bleus s'étend de la région de Kimberley dans le nord-ouest de l'Australie, à l'est du pays en passant par Top End et le Queensland où il est recensé depuis la péninsule du cap York jusqu'au sud de l'État, à l'est d'une ligne reliant Karumba, Blackall, Cunnamulla et le parc national de Currawinya. Il a une distribution parsemée dans l'État de Nouvelle-Galles du Sud, apparaissant dans les régions de la Côte Nord et des Northern Tablelands et le long de la côte sud de Nambucca Heads. Au sud, il est absent de Central et South Coast, mais est par contre présent à l'ouest de la cordillère australienne dans les South West Slopes et la Riverina, ainsi qu'aux alentours du Murray. Il est courant dans le nord de l'État de Victoria et jusqu'à Bordertown dans le sud-est de l'Australie, sa répartition se poursuivant le long du fleuve Murray. Il est également présent dans la région des monts Grampians, notamment à proximité de Stawell, Ararat et St Arnaud, avec quelques observations qui restent rares dans le sud-ouest du Victoria. L'espèce atteint occasionnellement Adélaïde, et a été observée une seule fois dans la péninsule d'Eyre. Il vit à une altitude allant du niveau de la mer jusqu'à 850 m, voire plus rarement 1 000 m.
En Nouvelle-Guinée, son aire de répartition se trouve de Merauke, au sud-est de la province indonésienne de la Papouasie, et à l'est à travers la région de Trans-Fly de la Papouasie-Nouvelle-Guinée. Il a également été observé dans les îles Aru.

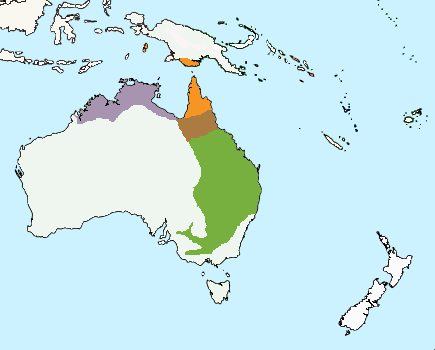
Aires de répartition des différentes sous-espèces :
E. c. albipennis
E. c. cyanotis
E. c. griseigularis
Zone intergrade entre E. c. cyanotis et E. c. griseigularis

Le Méliphage à oreillons bleus est sédentaire dans son aire de répartition, notamment dans le Territoire du Nord, le Queensland et la Nouvelle-Galles du Sud. Toutefois, dans plusieurs lieux (généralement au sud du tropique du Capricorne), les populations peuvent être présentes seulement une partie de l'année, mais il semble que ces mouvements soient plus liés à un comportement nomade qu'à une migration saisonnière. Dans les environs de Wellington, dans le centre de l'État de Nouvelle-Galles du Sud, les oiseaux ont été observés durant les mois d'hiver et ils sont plus courants l'automne aux environs de la Talbragar River. L'espèce est présente tout au long de l'année près d'Inverell dans le nord de la Nouvelle-Galles du Sud, mais certains individus semblent partir plus vers l'est de janvier à mai, et à l'ouest de juin à juillet. À Jandowae, dans le sud-est du Queensland, des oiseaux sont régulièrement observés volant vers le nord et l'est de mars à juin, et retournant vers le sud et l'ouest de juillet à août. Ils sont absents de cette région au printemps et en été.
Le Méliphage à oreillons bleus vit dans la forêt tropicale, les forêts sèches sclérophylles d'Eucalyptus, les forêts claires, les fourrés de Pandanus ou de Melaleuca, les mangroves, les rives de cours d'eau, et les coins les plus humides des zones semi-arides. Dans les aires urbaines, il colonise les parcs, les jardins et les greens de golf. Les sous-bois de forêts d'eucalyptus où vit le Méliphage à oreillons bleus sont généralement composés de plantes herbacées du genre Triodia, mais aussi parfois de buissons ou de petits arbres comme les Grevillea, les Melaleuca, les acacias, Erythrophleum chlorostachys ou la Prune de Kakadu (Terminalia ferdinandiana). Une étude menée dans le parc national de Kakadu a montré que le Méliphage à oreillons bleus occupait les peuplements mixtes d'eucalyptus et de Pandanus, mais évitait les peuplements composés d'un seul de ces deux types de plantes. Entre 1953 et 1997, 422 Méliphages à oreillons bleus ont été marqués pour étudier leurs déplacements et leur longévité. Parmi eux, 109 ont été retrouvés, dont 107 étaient restés à moins de 10 km de leur premier point de capture.

## Taxinomie et systématique
Le Méliphage à oreillons bleus a été décrit pour la première fois par l'ornithologue John Latham dans son livre de 1802 Supplementum Indicis Ornithologici, sive Systematis Ornithologiae. Il y est cependant décrit à trois reprises sous trois noms différents, l'auteur ne s'étant pas aperçu qu'il s'agissait de la même espèce : Gracula cyanotis, Merops cyanops et Turdus cyanous,. C'est sous le nom de Guêpier à joues bleues qu'il est peint entre 1788 et 1797 par Thomas Watling, et par le peintre de Port Jackson. Il est reclassé dans le genre Entomyzon, établi par William Swainson en 1825, lorsque celui-ci observe que le Mainate à tête bleue est le seul insectivore de ce genre et qu'il le positionne donc comme un intermédiaire entre les méliphages plus petits et les paradisiers du genre Ptiloris. Le nom générique de l'espèce vient du grec ancien ento-/εντο- (« à l'intérieur ») et myzein/μυζειν « boire » ou « sucer ». Le nom spécifique, cyanotis, signifie « oreilles bleues », car il combine cyano-/κυανο- « bleu » et otis, forme latinisée de ωτος, le génitif grec de ous/ους, « l'oreille ». Swainson l'appelle Entomiza dans une publication de 1837 et George Gray l'orthographie Entomyza en 1840. Son nom commun, « Méliphage », qui signifie « qui se nourrit de miel », fait référence au comportement alimentaire de ces animaux.
Le Méliphage à oreillons bleus est généralement considéré comme le seul représentant de son genre, bien que son plumage rappelle les méliphages du genre Melithreptus. Il a été classé dans ce genre par Glen Storr,, mais d'autres auteurs pensent qu'il est plus proche des Anthochaera ou des Manorina. Une étude moléculaire de 2004 a conclu qu'il était avant tout apparenté au genre Melithreptus. Il semblerait que le Méliphage à oreillons bleus ait divergé avec les autres espèces du genre Melithreptus il y a entre 12,8 et 6,4 millions d'années, au cours du Miocène. Il diffère de ces autres méliphages par sa taille supérieure, son plumage plus vif, son caractère plus grégaire et ses zones de peau nue plus grandes sur le visage.
Des analyses moléculaires ont montré que les méliphages étaient apparentés aux Pardalotidae, aux Acanthizidae et aux Maluridae au sein d'une vaste super-famille des Meliphagoidea.
Le naturaliste George Kearsley Shaw lui a donné son nom anglais de « Blue-faced Honey-sucker », qui signifie littéralement « Méliphage à tête bleue », dès 1826. Sa capacité à se nourrir de fleurs de bananiers et de bananes dans le nord du Queensland lui a également valu le nom de Banana-bird (« oiseau-banane »). À Mackay dans le centre du Queensland, il est appelé Pandanus-bird (« oiseau-Pandanus »), du fait de son habitude à tourner autour des palmiers Pandanus. Il est aussi nommé Morning-bird (« oiseau du matin ») car c'est le premier oiseau à chanter le matin, ou Gympie dans le Queensland. Thomas Watling a également reporté une dénomination indigène, Der-ro-gang. John Hunter avait lui entendu le terme gugurruk pour le désigner dans la langue des indigènes, mais ce terme est aussi appliqué à l'Élanion d'Australie (Elanus axillaris). Il est appelé (minha) yeewi, où minha signifie « viande » ou « animal », en Pakanh et (inh-)ewelmb en Uw Oykangand et Uw Olkola, où inh- signifie « viande » ou « animal ». Ces trois langues sont des langues aborigènes du centre de la péninsule du cap York.
Selon le Congrès ornithologique international et Alan P. Peterson il existe trois sous-espèces :
- E. c. albipennis Gould, 1841 décrite par John Gould en 1841[49], se rencontre dans le nord du Queensland, l'ouest du golfe de Carpentarie dans le Territoire du Nord et dans le nord de l'Australie-Occidentale. Elle a du blanc sur les ailes et une bande discontinue sur la tête[50]. Elle a un bec plus long et une queue plus courte que la sous-espèce nominale. Il est rapporté par ailleurs que les oiseaux sont de plus en plus petits au fur et à mesure que la latitude diminue, respectant la règle de Bergmann[2]. Des travaux portant sur des analyses moléculaires ont conforté la classification de cette sous-espèce distinctement de cyanotis[42] ;
- E. c. cyanotis (Latham, 1802), la sous-espèce type, est trouvée depuis la péninsule du cap York jusque dans la Riverina en Nouvelle-Galles du Sud[1] ;
- E. c. griseigularis Oort, 1909 se rencontre dans le sud-est de la Nouvelle-Guinée et du cap York. Elle est décrite pour la première fois en 1909 par le naturaliste hollandais Eduard van Oort[51]. Elle est plus petite que les autres sous-espèces. Le nom originellement employé pour décrire cette sous-espèce était harteri, mais le spécimen type, collecté à Cooktown, s'est révélé un cas d'intergradation. Un nouveau spécimen fut donc collecté à Merauke. Cette sous-espèce peut se croiser avec la sous-espèce de référence, cyanotis, à la base de la péninsule du cap York[2]. La tache blanche sur l'aile est plus grande que chez cyanotis et plus petite que chez albipennis[50]. Seul un oiseau (du cap York) de cette sous-espèce a été introduit dans des analyses moléculaires, et s'est montré proche génétiquement de cyanotis[42].

## Élevage en captivité
Pour garder des Méliphages à oreillons bleus en captivité, il faut détenir, en Nouvelle-Galles du Sud, une Class 2 Licence ; le possesseur doit pouvoir démontrer qu'il a au moins deux années d'expérience en élevage d'oiseau. Des Méliphages à oreillons bleus sont présents en captivité dans le Lincoln Park Zoo de Chicago, le zoo de Philadelphie et au zoo de Birmingham (Alabama) aux États-Unis, au Chessington Zoo en Angleterre, au zoo d'Édimbourg en Écosse et au zoo de Taronga à Sydney, en Australie.